# Senegalští střelci
Senegalští střelci (francouzsky Tirailleurs sénégalais) byly jednotky pěchoty Francouzské koloniální armády, jejichž příslušníci byli rekrutováni zejména ve Francouzské Západní Africe. Byly zformovány v roce 1857 a účastnily se na francouzské straně první i druhé světové války. Ve druhé polovině 20. století postupně s procesem dekolonizace zanikly.